# Alfon Arranz
Alfonso Arranz Lago (Valladolid, 1986), conocido como Alfon Arranz, es un actor, presentador e investigador español.

## Biografía
Ingeniero superior agrónomo cuya trayectoria profesional ha ido ligada a la interpretación, televisión, cine y radio. Desde joven interpretó diversos papeles en zarzuelas para posteriormente crear y dirigir su propio grupo de teatro, Teatro Horizon, en el año 2005. En el año 2011 comienza su carrera televisiva en la cadena vallisoletana La 8, siendo presentador de diferentes programas como Valladolid es así, 8 para ganar, Panelocho, Sin complejos TV y 8 Magazine. Después de trabajar en multitud de cortometrajes dio el salto a la gran pantalla en el año 2014 con Todo mujer, dirigida por Rafael Gordon. En el film, que coprotagonizó con Isabel Ordaz, Alfon Arranz interpreta un mendigo con síndrome de Asperger.
Desde el año 2017 comienza a trabajar como corresponsal en Castilla y León de Cuarto Milenio, recabando diversos casos de índole misteriosa e insólita. En Youtube, colabora en Milenio Live con el espacio "Va de Retro". En el año 2019 formó parte del equipo de redacción de La mesa del coronel. Ha participado a su vez en diversidad de series de ficción como Aida o Centro Médico, así como en diversas campañas publicitarias de Philadelphia, Aldi, Vodafone o Movistar entre otras. Otras actividades profesionales que desarrolla son la impartición de cursos, como profesional de la comunicación y coach, y participar como locutor en radio. En 2022, comenzó a dirigir y presentar el espacio Retrolife en Periodista Digital.